# Rally de Cantabria de 2003
El Rally de Cantabria de 2003, oficialmente 25.º Rallye Santander Cantabria, fue la vigésimo quinta edición y la tercera cita de la temporada 2003 del Campeonato de España de Rally. Se celebró del 10 al 11 de mayo y contó con un itinerario de doce tramos que sumaban un total de 158 km cronometrados.

## Itinerario
| Día   | Tramo | Nombre           | Distancia | Ganador                          | Líder                            |
| ----- | ----- | ---------------- | --------- | -------------------------------- | -------------------------------- |
| Día 1 | TC1   | Udias            | 12.04 km  | Enrique García Ojeda Manuel Cabo | Enrique García Ojeda Manuel Cabo |
| Día 1 | TC2   | Novales          | 11.21 km  | Manuel Cabo                      | Manuel Cabo                      |
| Día 1 | TC3   | Toranzo-Raicero  | 14.60 km  | Enrique García Ojeda             | Enrique García Ojeda             |
| Día 1 | TC4   | Udias            | 12.04 km  | Manuel Cabo                      | Enrique García Ojeda             |
| Día 1 | TC5   | Novales          | 11.21 km  | Joan Vinyes                      | Enrique García Ojeda             |
| Día 1 | TC6   | Toranzo-Raicero  | 14.60 km  | Enrique García Ojeda             | Enrique García Ojeda             |
| Día 1 | TC7   | Villasuso        | 14.73 km  | Enrique García Ojeda             | Enrique García Ojeda             |
| Día 1 | TC8   | Castillo Pedroso | 14.71 km  | Dani Sordo                       | Enrique García Ojeda             |
| Día 1 | TC9   | Villacarriedo    | 11.78 km  | Alberto Hevia                    | Dani Sordo                       |
| Día 1 | TC10  | Villasuso        | 14.73 km  | Dani Sordo                       | Dani Sordo                       |
| Día 1 | TC11  | Castillo Pedroso | 14.71 km  | Alberto Hevia                    | Dani Sordo                       |
| Día 1 | TC12  | Villacarriedo    | 11.78 km  | Alberto Hevia                    | Dani Sordo                       |

## Clasificación final
| Pos. | Piloto               | Copiloto              | Automóvil                 | Tiempo  | Diferencia |
| ---- | -------------------- | --------------------- | ------------------------- | ------- | ---------- |
| 1.   | Dani Sordo           | Juan Antonio Castillo | Mitsubishi Lancer Evo VI  | 1:33:32 | 0.0        |
| 2.   | Miguel Ángel Fuster  | José Vicente Medina   | Citroën Saxo Kit Car      | 1:33:38 | +0:06      |
| 3.   | Sergio López-Fombona | Salvador Belzunces    | Citroën Saxo Kit Car      | 1:34:19 | +0:47      |
| 4.   | Santi Concepción     | Víctor del Rosario    | Mitsubishi Lancer Evo VI  | 1:34:53 | +1:21      |
| 5.   | Alberto Hevia        | Alberto Iglesias Pin  | Renault Clio S1600        | 1:35:10 | +1:38      |
| 6.   | Leonardo Sabán       | Rogelio Peñate        | Citroën Saxo Kit Car      | 1:35:37 | +2:05      |
| 7.   | Xevi Pons            | Jordi Mercader        | Mitsubishi Lancer Evo VII | 1:35:40 | +2:08      |
| 8.   | Sergio Vallejo       | Diego Vallejo         | Fiat Punto S1600          | 1:35:48 | +2:16      |
| 9.   | David Nafría         | Óscar Sánchez         | Peugeot 206 S1600         | 1:36:22 | +2:50      |
| 10.  | Eloy Entrecanales    | José Manuel Cobo      | Fiat Punto S1600          | 1:37:07 | +3:35      |